# کااف‌وی

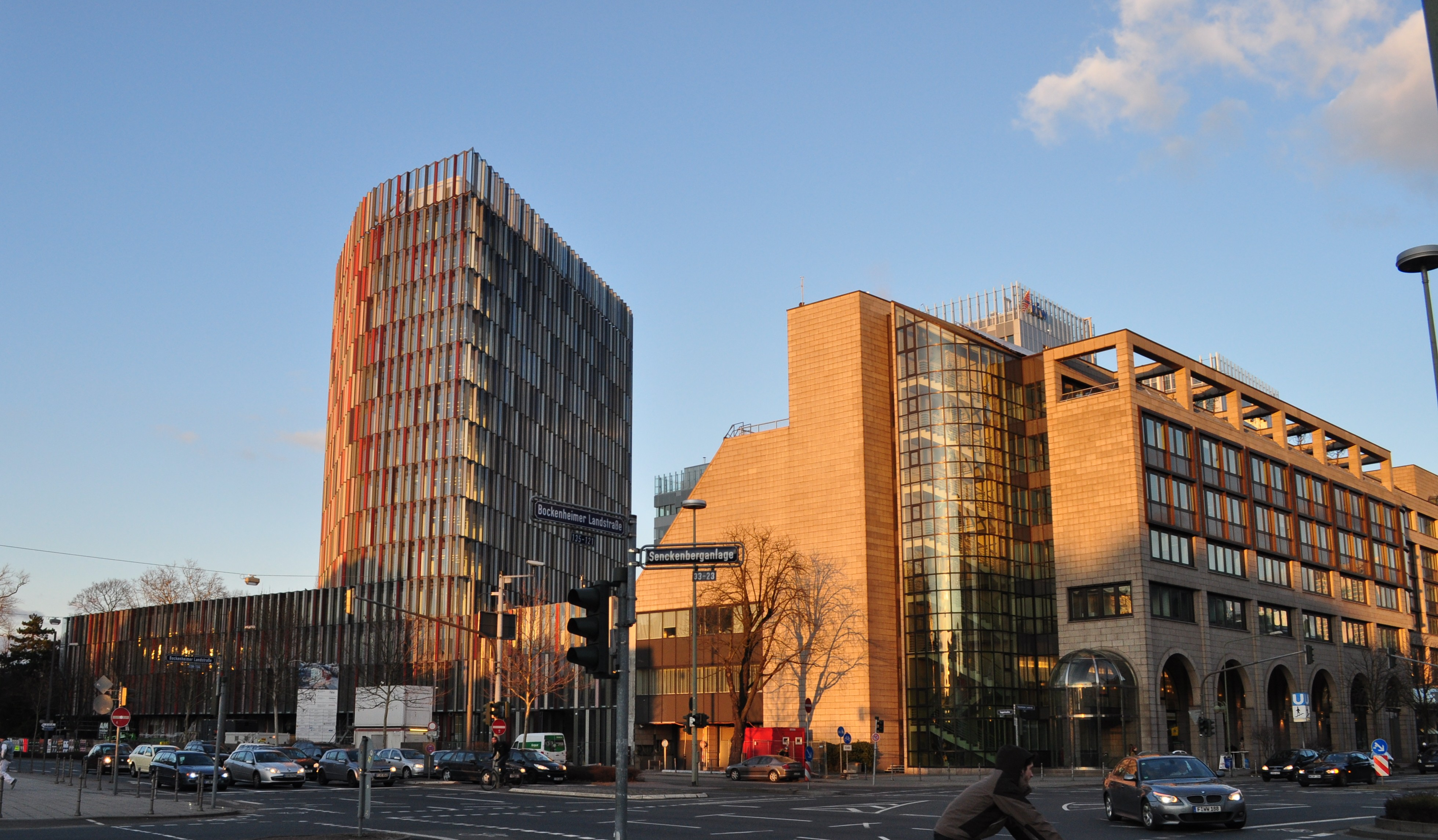
ساختمان مرکزی کااف‌وی

کااف‌وی (به آلمانی: KfW) شرکت خدمات مالی آلمانی است، که در زمینه ارائه خدمات بانکداری شرکتی، وام‌های مسکن، سرمایه‌گذاری خارجی و صادرات و واردات فعالیت می‌نماید. 
شرکت کااف‌وی در سال ۱۹۴۸ پس از جنگ جهانی دوم و به‌عنوان بخشی از طرح مارشال راه‌اندازی شد.
دفتر مرکزی این شرکت در شهر فرانکفورت، آلمان قرار دارد. زیگمور گابریل وزیر اقتصاد آلمان، ریاست هیئت مدیره کااف‌وی را بر عهده دارد.